# 能代市立能代第二中学校
能代市立能代第二中学校（のしろしりつ のしろだいにちゅうがっこう、英語: Noshiro Daini Junior High School）は、秋田県能代市にある公立中学校である。

## 概要
1947年に女子のみの中学校として創立した。能代市の中心部に位置し、周囲には商店街や住宅地が広がる。主に能代第四小学校と渟城南小学校学区から通う学生が多い為、全校生徒の数は市内では一番多い。

## 沿革
- 1947年5月1日 - 創立。
- 1948年2月28日 - 校歌制定。
- 1950年7月27日 - 校歌制定。
- 1955年5月 - 校門完成。
- 1957年4月30日 - 体育館完成。
- 1964年 - 校訓に「友愛」を追加。
- 1971年11月 - 学校給食開始。
- 1983年5月26日 - 日本海中部地震により校舎水道に被害を受ける。
- 1984年4月1日 - 能代市立能代南中学校の新設により学区再編が行われ、2、3年生の一部が同校に移る。
- 1987年 - 新校舎完成。
- 1988年 - 新校門完成。

## 交通
- JR五能線 能代駅より徒歩20分

## 主な出身者
- 山田久志 - 元プロ野球・阪急ブレーブス投手[1]